# Ricardo Arias Espinosa

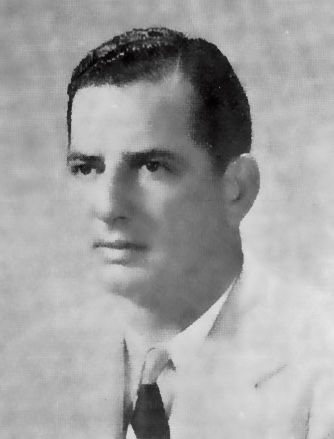
Ricardo Arias Espinosa

Ricardo Arias Espinosa (ur. 5 kwietnia 1912 w Waszyngtonie, zm. 15 marca 1993 w mieście Panama) – panamski polityk.
Urodził się w prominentnej rodzinie politycznej Panamy. Studiował na uniwersytetach w Stanach Zjednoczonych, Kolumbii i w Chile. Był II wiceprezydentem Panamy w 1952, a od 29 marca 1955 do 1 października 1956 sprawował urząd prezydenta swego kraju z ramienia Narodowej Koalicji Patriotycznej. Od 1964 do 1968 sprawował urząd ambasadora w Stanach Zjednoczonych.